# 4270 Juanvictoria
4270 Juanvictoria (1975 TJ6) là một tiểu hành tinh vành đai chính.